# Дембчино
Дембчино (пол. Dębczyno) — село в Польщі, у гміні Білоґард Білоґардського повіту Західнопоморського воєводства.
Населення — 173 особи (2011).
У 1975-1998 роках село належало до Кошалінського воєводства.

## Демографія
Демографічна структура станом на 31 березня 2011 року:
|          | Загалом | Допрацездатний вік | Працездатний вік | Постпрацездатний вік |
| -------- | ------- | ------------------ | ---------------- | -------------------- |
| Чоловіки | 83      | 23                 | 52               | 8                    |
| Жінки    | 90      | 20                 | 53               | 17                   |
| Разом    | 173     | 43                 | 105              | 25                   |